# Tranmere Rovers
Tranmere Rovers (offiziell: Tranmere Rovers Football Club) – oder kurz nur Rovers genannt – ist ein englischer Fußballverein aus Birkenhead auf der Halbinsel Wirral im Metropolitan County Merseyside. Der Klub spielt zur Saison 2020/21 in der EFL League Two, der vierthöchsten englischen Spielklasse.

## Geschichte

### Gründungsphase
Der Verein wurde zunächst im Jahr 1884 als Zusammenschluss aus dem Cricket-Club Belmont CC und den Lyndhurst Wanderers unter der Bezeichnung Belmont Football Club gegründet. Nach dem ersten Spiel im November des gleichen Jahres, damals noch in blauen Trikots und weißen Hosen, änderte der Verein 1885 seinen Namen in Tranmere Rovers, nach dem gleichnamigen Bezirk Tranmere in Birkenhead, und bezog für seine Heimspiele das Stadion Steele’s Field.
Die Tranmere Rovers bestritten 1886 im Liverpool & District Challenge Cup ihr erstes offizielles Spiel und erwarben ein Jahr später vom Tranmere Rugby Club die künftige Spielstätte an der Borough Road. Im Jahr 1889 schloss sich der Verein der lokalen West Lancashire League an und erschien zu den Spielen in blauen Hosen und rotbraun-orangefarbenen Trikots. Sechs Jahre später, nachdem man kurzzeitig die Liga wieder verlassen hatte, wurde das Stadion in die heute noch gültige Bezeichnung Prenton Park umbenannt. Der Wiedereintritt in den Ligafußball brachte jedoch diverse Widrigkeiten mit sich, als dem Verein zunächst in der Saison 1897/98 aufgrund des Einsatzes nichtspielberechtigter Akteure zwei Punkte abgezogen wurden und nur ein Jahr später der Fortbestand des Klubs in Frage gestellt werden musste. Alle in Diensten der Rovers stehenden Spieler verließen im Jahr 1899 den Verein, um sich dem Birkenham Football Club anzuschließen.
Der Verein konnte jedoch 1900 die erneute Teilnahme an der Liga The Combination melden und vermietete ab 1902 sein Stadion an den lokalen Rugby-Verein Birkenhead Warriors Rugby Club, was zur Finanzierung einer Tribüne mit 250 Sitzplätzen verwendet werden konnte. Die Rovers tauschten ihre Vereinsfarben wieder in blauweiß um und zwei Jahre nach einer erneuten 2-Punkte-Strafe wegen des Einsatzes unerlaubter Spieler in der Saison 1905/06 gewann der Verein seine erste regionale Meisterschaft.
Ein Jahr nach einem Stadionumbau, als die Sitzplatztribüne auf 800 Plätze erweitert wurde, schlossen sich die Rovers 1910 der zweiten Liga in der Lancashire Combination an, stiegen direkt in die erste Spielklasse auf und gewannen diese unter dem Trainer Bert Cooke im zweiten Anlauf. Während des Aufstiegsjahres bezog der Verein den neuen Prenton Park in der unmittelbaren Nähe der alten Spielstätte, da das Grundstück an der Stelle des alten Stadions an die heimischen Städteplaner verkauft worden war. Im Jahr 1914 erwarb der Verein außerdem vom Stadion Oval Sports Ground im nahegelegenen Port Sunlight eine Tribüne, halbierte diese und platzierte sie auf beiden Seiten, jeweils als Haupttribüne.

### Eintritt in den Profifußball
Nach dem Ende des Ersten Weltkrieges traten die Rovers zur Saison 1919/20 der Cheshire County League bei, absolvierten in der dortigen Central League jedoch nur acht Spiele. Das Stadion wurde 1920 vollständig fertiggestellt und nur ein Jahr später schloss sich der Klub der neu formierten Third Division North als Gründungsmitglied an.
In der Frühzeit des Profifußballs standen zwei bemerkenswerte Angriffsspieler in den Reihen der Rovers. Im Alter von nur 16 Jahren debütierte 1923 mit Dixie Dean ein künftiger englischer Nationalspieler für den Verein, während später Bunny Bell in 114 Spielen 104 Tore erzielen konnte, darunter alleine neun Treffer beim vereinseigenen Rekordsieg mit 13:4 in einem Meisterschaftsspiel gegen Oldham Athletic im Jahre 1935.
Der Verein konnte dabei selbst vorerst keine nennenswerten Erfolge feiern und musste im Jahr 1925 als Tabellenvorletzter sogar bei der Football League um den weiteren Verbleib in der Liga bitten. Zu Beginn der 30-Jahre überdachte der Klub die Westtribüne, die fortan bei den Anhängern „Kuhstall“ (cowshed) heißen sollte, und wechselte 1935 den langjährigen Trainer Cooke aus. Als Ersatz wurde Jack Carr verpflichtet, der aber nach nur einem Jahr wiederum von Jim Knowles abgelöst wurde.
Knowles stieg 1938 mit der Mannschaft in die Second Division auf, konnte sie aber dort nicht halten und wurde daraufhin von Bill Ridding beerbt, bevor der Spielbetrieb aufgrund des Zweiten Weltkrieges unterbrochen wurde.

### Aufenthalt in den unteren englischen Profiligen
Das kurz zuvor konstruierte Tribünendach wurde während eines Luftangriffs zerstört und direkt nach Kriegsende neu aufgebaut. Die Rovers stiegen wieder in der Third Division North ein, spielten dort unter Trainer Ernie Blackburn und ab 1955 unter dem Spielertrainer Noel Kelly, ohne ein ernsthafter Aufstiegkandidat für die zweite Liga sein. Als der Klub im Jahr 1957 als Tabellenvorletzter den Fall ins Amateurlager nur knapp verhinderte, verpflichtete er mit Peter Farrel einen neuen Spielertrainer. Mit Farrel gelang in der anschließenden Saison die Qualifikation für die nun eingleisige Third Division. Dort führten sich die Rovers gut ein und die Saison, in der die neue Flutlichtanlage in Betrieb genommen wurde, endete auf einem guten siebten Platz.
Nur zwei Jahre später stieg der Verein, erstmals in seiner Geschichte, in die neue Fourth Division ab. Nach der nur knapp verpassten Rückkehr in die Drittklassigkeit im Jahr 1966 gelang dies in der darauffolgenden Spielzeit unter dem seit 1961 aktiven Trainer Dave Russell. Gleichzeitig weihten die Rovers die neue Haupttribüne mit 4.000 Sitzplätzen ein. In dieser Zeit feierten die Rovers vor allem in Pokalwettbewerben Achtungserfolge, als die Mannschaft in der Saison 1971/72 im FA Cup die vierte Runde erreichte und sich dort vor der eigenen Rekordkulisse von 24.424 Zuschauern von Stoke City mit 2:2 trennte und erst im Wiederholungsspiel nach einer 0:2-Niederlage ausschied. Zwei Jahre später besiegte man den FC Arsenal im Highbury in einem Ligapokalspiel. Aufgrund des Aufstiegs des FC Liverpool zu einer heimischen und europäischen Spitzenmannschaft zu Beginn der 70er-Jahre wendeten sich jedoch viele Anhänger von den Rovers ab, wobei dieser Effekt auch nicht durch die häufigen Freitagsspiele, auf die der Verein auswich, abgeschwächt wurde.
Zwei Jahre nachdem aufgrund eines Sturmschadens im Jahr 1973 das Stadiondach erneuert werden musste, stieg der Verein wieder in die vierte Liga ab und heuerte John King als Trainer an, der in seiner ersten Amtsperiode fünf Jahre für die Rovers aktiv sein sollte. King gelang bereits in seiner ersten Saison der Wiederaufstieg, musste aber drei Jahre später wieder den Fall in die unterste englische Profiliga hinnehmen. King wurde im Jahr 1980 entlassen, und in der darauffolgenden Spielzeit entkam man nur knapp dem Fall in die Football Conference. Während der Saison 1982/83 fand sich der Klub erneut in der Abstiegszone wieder und stand kurz vor einem Bankrott, der durch einen Kredit des Wirral Councils in Höhe von 200.000 Pfund und Freundschaftsspiele gegen den benachbarten FC Liverpool abgewendet werden konnte. Die Rovers bewegten sich fortan finanziell stets an der Grenze, was sich erst durch die Investition des lokalen Geschäftsmannes Peter Johnson in den Verein zur Saison 1986/87 änderte. In einer richtungsweisenden Entscheidung holte Johnson King zum Ende der Spielzeit, als sich die Rovers in akuter Abstiegsgefahr befanden, auf die Trainerbank der Rovers zurück.

### Die „Ära John King“ (1987–1996)
John King wird heute allgemein als der erfolgreichste Trainer der Tranmere Rovers angesehen. Nach seiner Rückkehr beendete er mit der Mannschaft am letzten Spieltag nach einem Treffer von Gary Williams eine Serie von neun sieglosen Partien mit einem 1:0 gegen Exeter City und verhinderte damit den Abstieg. Der Sieg wurde anschließend ausgiebig gefeiert, als 7.000 Zuschauer das Spielfeld stürmten.
In Kings erster vollständiger Spielzeit während seiner zweiten Amtsperiode qualifizierte sich die Mannschaft aufgrund einer guten Form zur Mitte der Saison, gemeinsam mit den Wolverhampton Wanderers als Repräsentant der vierten Liga, für ein Turnier, das anlässlich des hundertjährigen Bestehens der Football League ausgetragen wurde. Die Rovers waren bei ihrem Debüt im Wembley-Stadion die Überraschungsmannschaft und schlugen die Erstligisten FC Wimbledon und Newcastle United, bevor sie gegen Nottingham Forest, den späteren Turniergewinner, im Elfmeterschießen unterlagen.
Kings zweite Saison brachte dem Verein als Vizemeister die Rückkehr in die dritte Liga. In dieser Saison legten die Rovers zudem den Grundstein für ihren späteren Ruf als Favoritenschreck in Pokalwettbewerben, als sie in der Saison 1988/89 den Erstligisten FC Middlesbrough aus dem Ligapokalturnier eliminierten. Später sollten noch ähnliche Überraschungssiege gegen den FC Millwall, Aston Villa, den FC Chelsea sowie Coventry City folgen, die alle im heimischen Prenton Park geschlagen wurden.
In der Spielzeit 1989/90 erreichte Tranmere auf Anhieb den vierten Platz und qualifizierte sich für die Play-offs zum Aufstieg in die Second Division. Obwohl die Rovers dort im Finale Notts County unterlegen waren, wurde ihnen von Seiten des Verbandes der Zugang zur zweiten Liga zunächst gestattet, da Swindon Town aufgrund von mehreren Verstößen gegen das Regelwerk in die dritte Liga zurückgestuft wurde und somit ein zusätzlicher Platz in der Second Division frei wurde. Nach einer erfolgreichen Berufung wurde Swindon Town dann aber in die zweite Liga eingestuft, so dass Tranmere in der dritten Spielklasse verbleiben musste. Als sportlicher Trost galt dann der Gewinn des Associate Members’ Cups nach einem 2:1-Finalsieg gegen den Drittligameister Bristol Rovers im Wembley-Stadion. Nachdem Tranmeres Ian Muir die frühe Führung erzielt hatte, schoss Muirs Sturmpartner Jim Steele nach dem zwischenzeitlichen Ausgleichstreffer durch Devon White in der zweiten Halbzeit kurz vor Spielende das entscheidende Tor und sorgte somit für den ersten großen Pokalgewinn in der Vereinsgeschichte der Rovers.
Nach einem fünften Platz zum Abschluss der Saison 1990/91 erreichte die Mannschaft erneut die Play-offs und stellte nach einem spannenden 1:0-Sieg und einem Tor von Chris Malkin in der Nachspielzeit gegen den Lokalrivalen Bolton Wanderers die erste Teilnahme an der zweiten Liga seit den 1930ern sicher. Gleichzeitig gelangte der Verein erneut ins Finale des Associate Members’ Cups, verlor diesmal aber mit 2:3 gegen Birmingham City. Insgesamt hatte der Klub somit vier Partien in nur einem Jahr im Wembley-Stadion absolviert. Eine weitere Besonderheit fand am Neujahrstag 1991 statt, als der rechte Verteidiger Tony Thomas ein Tor nach nur acht Sekunden erzielte und somit für das schnellste durch Videomaterial aufgezeichnete Tor in der Geschichte sorgte.
Im Sommer wurde dann mit John Aldridge von Real Sociedad San Sebastián ein irischer Nationalspieler und ehemaliger Akteur des FC Liverpool verpflichtet, der für die Rovers in den nächsten zehn Jahren zunächst als Spieler und anschließend als Trainer zur Verfügung stehen sollte.
Nach einer mittelmäßigen ersten Saison in der zweiten Liga erlebte der Verein eine dreijährige Hochphase, an deren Ende jeweils eine Play-off-Teilnahme zum Aufstieg in die Premier League stand, jedoch jeweils im Halbfinale unterlag. Inmitten dieser Phase gelangten die Rovers zudem bis ins Ligapokal-Semifinale, wo sie Aston Villa nach Elfmeterschießen unterlagen. Als sich der Verein im März 1996 im Mittelfeld der Spielklasse befand, gab King seinen Rücktritt bekannt.

### Die „Ära John Aldridge“ (1996–2001)
John Aldridge übernahm die Mannschaftsführung als Spielertrainer und agierte in dieser Rolle in den anschließenden fünf Jahren. In dieser Zeit konnte der Verein die Ausscheidungsspiele nicht erreichen, scheiterte jedoch in der Saison 1996/97 nur knapp an diesem Ziel. In der Spielzeit 1999/2000 feierten die Rovers ihre größten Pokalerfolge, als sie bis ins Viertelfinale des FA Cups vorstießen und das Ligapokal-Finale erreichten, was die erste Endspielteilnahme in einem renommierten Pokalwettbewerb und nicht nur für unterklassige Vereine bedeutete. Trotz eines Treffers von David Kelly unterlag die Mannschaft gegen Leicester City mit 1:2, wobei die Rovers nach einer roten Karte für Clint Hill in Unterzahl spielen mussten. Bemerkenswert war die Tatsache, dass Aldridge mit einer Mannschaft agierte, in der kein Spieler stand, der für eine Ablösesumme von einem anderen Klub gekauft worden war. Der Angriffsspieler Wayne Allison war als einziger Akteur, der von dem Verein in einer Zeit von finanziellen Einschränkungen gekauft worden war, aufgrund seiner Teilnahme am Wettbewerb für seinen vorherigen Klub gesperrt.
Auch in der sich direkt anschließenden Spielzeit gelangte Tranmere wieder in das FA-Cup-Viertelfinale. Auf dem Weg dorthin duellierte man sich mit dem großen Nachbarn FC Everton, in dessen mit dem FC Liverpool gemeinsamen Schatten die Rovers stets gestanden hatten. Die Rovers schlugen auswärts Everton im Goodison Park nach einem Tor von Jason Koumas und zwei Kopfballtreffern von Steve Yates überraschend mit 3:0. Der 27. Januar 2001 wird heute noch bei den Anhängern der Rovers als Saint Yates Day gefeiert. In der anschließenden Runde lag man im Wiederholungsspiel gegen den FC Southampton zur Halbzeit bereits mit 0:3 zurück, ehe ein Hattrick von Paul Rideout und der Siegtreffer von Stuart Barlow die Wende zum 4:3 brachten.
Die Leistungen in der Meisterschaft konnten mit den Pokalspielerfolgen jedoch nicht mithalten und der Verein fand sich in der unteren Tabellenregion wieder. Als Tranmere nach einer 2:0-Führung ein Heimspiel gegen den FC Barnsley im März 2001 noch mit 2:3 verlor, trat Aldridge zurück. Ray Mathias und Kevin Sheedy konnten als gemeinsame Übergangslösung auf dem Trainerposten dann auch nicht verhindern, dass die Rovers nach zehn Jahren in der Zweitklassigkeit wieder in die dritte Liga abstiegen.

### Die „Ära Dave Watson“ (2001–2002)
Die Hoffnungen auf eine schnelle Rückkehr in die zweite Liga sollten sich in der ersten Drittligasaison nach langer Zeit nicht erfüllen. Der Klub schloss die Spielzeit unter dem neuen Trainer David Watson, ein ehemaliger Mannschaftskapitän des FC Everton, auf einem Mittelfeldplatz ab und war im Aufstiegskampf chancenlos.
Im Jahr 2002 wurde zudem bekannt, dass Stephen Vaughan, Besitzer des Vereins Chester City, eine Fusion mit den Tranmere Rovers anstrebte. Da der Verein seinem Eigentümer Johnson 5,3 Millionen Pfund schuldete, vermutete man, dass der Klub sein Stadion Prenton Park verkaufen müsse. Vaughan plante in diesem Zusammenhang die Errichtung eines neuen Stadions in Birkenhead für den künftig gemeinsamen Verein. Dieses Bestreben zerschlug sich jedoch schnell, nachdem sich die Anhänger gegen dieses Vorhaben Vaughans wehrten, so dass sich der Verein auch heute noch unter Johnsons Kontrolle befindet, wobei seine langjährige Geschäftspartnerin Lorraine Rogers das offizielle Präsidentenamt ausübt.

### Die „Ära Ray Mathias“ (2002–2003)
Eine positive Entwicklung fand unter Ray Mathias, Watsons Nachfolger, im anschließenden Jahr statt. Die Mannschaft verlor in der zweiten Saisonhälfte in 23 Spielen nur ein Mal und verpasste trotz einer guten Anzahl von 80 gewonnenen Punkten mit dem siebten Platz, und nur einem Zähler hinter Cardiff City, knapp die Teilnahme zu den Play-off-Spielen.

### Die „Ära Brian Little“ (2003–2006)
Im Oktober des Jahres 2003 verpflichtete Tranmere Brian Little als neuen Trainer, der zuvor bereits zweifach Aufstiegserfolge mit dem FC Darlington und einen Aufstieg mit Leicester City feiern konnte. Außerdem hatte er mit Aston Villa 1996 den Ligapokal gewonnen. Die Rovers befanden sich zum Zeitpunkt von Littles Amtsübernahme in der Abstiegszone, wurden von ihm jedoch schnell aus dieser herausgeführt und die Mannschaft stand am Ende der Saison auf dem achten Platz. Zudem zog der Verein erneut in das Viertelfinale des FA Cups ein und verlor dort gegen den FC Millwall.
In der Saison 2004/05 erreichte Tranmere den dritten Platz hinter Luton Town und Hull City. Trotz großer Zuversicht für die Play-offs enttäuschte man im Hinspiel mit einem 0:2 bei Hartlepool United. Diesen Rückstand egalisierten die Rovers im Heimspiel zwar mit einem 2:0-Sieg nach 90 Minuten, aber nachdem das dritte Tor auch in der Verlängerung nicht gelang, schied Tranmere nach verlorenem Elfmeterschießen im Halbfinale aus.
Die anschließende Saison 2005/06 begann mit negativen Vorzeichen, da die vier besten Torschützen aus der vorangegangenen Spielzeit den Verein verließen. Ryan Taylor und Ian Hume wurden dabei an Wigan Athletic und Leicester City verkauft. Eugene Dadi erhielt genauso wie Paul Hall, dem nur ein Einjahresvertrag angeboten wurde, die Freigabe, so dass sich diese Spieler später Nottingham Forest und dem FC Chesterfield anschlossen. Die Rovers fanden sich dann auch unmittelbar in der unteren Tabellenhälfte wieder, konnten sich als 18. aber schließlich in der Football League One halten.

### Der stetige Fall (ab 2006)
In den Jahren 2006–2009 belegten die Rovers Mittelfeldplätze in der Football League One. In der Saison 2009/10 rettete sich der Klub am letzten Spieltag mit einem 3:0-Sieg bei Stockport County den Verbleib in der Football League One.
Zum Ende der Saison 2013/2014 stieg man durch eine 1:2-Heimniederlage im letzten Saisonspiel gegen Bradford City nach 10 Jahren aus der Football League One ab. Die folgende Saison 2014/2015 in der Football League Two schlossen die Rovers am Tabellenende ab, wodurch man erneut abstieg. Durch diesen Abstieg spielten die Rovers in der Saison 2015/2016 in der fünfklassigen Conference National und waren somit zum ersten Mal seit 94 Jahren nicht im Profifußball vertreten.

## Bekannte ehemalige Spieler
- John Aldridge
- Alan Arnell
- Dixie Dean
- Bunny Bell
- Harold Bell
- Steve Coppell
- Roy McFarland
- Román Golobart
- Ronnie Moore
- Ian Muir
- Pat Nevin
- Mark Palios
- Ian St. John
- Gary Stevens
- Ray Stubbs
- Steve Yates
- Theodore Whitmore

## Ligazugehörigkeit
- 1889–1890: West Lancashire League
- 1890–1892: Liverpool & District League
- 1892–1894: Lancashire Combination
- 1894–1895: Wirral & District League
- 1895–1897: Liverpool, Wirral & District League
- 1897–1899: The Combination
- 1899–1900: Lancashire Alliance
- 1900–1910: The Combination
- 1910–1919: Lancashire Combination
- 1919–1921: The Central League
- 1921–1938: Football League Third Division North
- 1938/39: Football League Second Division
- 1946–1958: Football League Third Division North
- 1958–1961: Football League Third Division
- 1961–1967: Football League Fourth Division
- 1967–1975: Football League Third Division
- 1975/76: Football League Fourth Division
- 1976–1979: Football League Third Division
- 1979–1989: Football League Fourth Division
- 1989–1991: Football League Third Division
- 1991/92: Football League Second Division
- 1992–2001: Football League First Division
- 2001–2004: Football League Second Division
- 2004–2014: Football League One
- 2014–2015: Football League Two
- 2015–2018: Conference National
- 2018–2019: EFL League Two
- 2019–2020: EFL League One
- seit 2020: EFL League Two